# Allen Crawley
Allen Crawley (Allen David Crawley; * 15. Mai 1941 in Tasmanien) ist ein ehemaliger australisch-papua-neuguineischer Weitspringer und Sprinter.
Bei den British Empire and Commonwealth Games 1962 in Perth wurde er Zwölfter im Weitsprung. Über 100 Yards und mit der papua-neuguineischen 4-mal-110-Yards-Stafette schied er im Vorlauf aus.
1966 gewann er bei den British Empire and Commonwealth Games in Kingston Bronze mit der australischen 4-mal-110-Yards-Stafette, wurde Vierter im Weitsprung und erreichte über 100 Yards das Viertelfinale.
Bei den Olympischen Spielen 1968 in Mexiko-Stadt wurde er für Australien startend Sechster im Weitsprung.
1961 und 1967 wurde er Australischer Meister im Weitsprung. Seine persönliche Bestweite in dieser Disziplin von 8,07 m stellte er am 9. Juli 1967 in Los Angeles auf.